# Zielona pierścieniowa plamistość czereśni
Zielona pierścieniowa plamistość czereśni – wirusowa choroba wiśni wywołana przez wirusa zielonej pierścieniowej plamistości czereśni (Cherry green ring mottle virus, CGRMV).

## Objawy
Wśród roślin uprawnych żywicielami wirusa CGRMV są morele, brzoskwinie, czereśnie i wiśnie, ale objawy chorobowe występują tylko na wiśniach, u pozostałych infekcja przebiega bezobjawowo. Na liściach porażonych wiśni pojawiają się żółte cętki z zielonymi plamami lub pierścieniami o nieregularnych kształtach. Rzadziej spotykanym objawem jest zażółcenie bocznych nerwów, któremu zwykle towarzyszy zniekształcenie liścia. Owoce są zniekształcone z korkowatobrązowymi, przebarwionymi smugami lub pierścieniami w naskórku. Przebarwienia te wnikają także w miąższ owoców. Porażone owoce są gorzkie.

## Ochrona
Podstawowym sposobem zapobiegania chorobie jest wykorzystanie do rozmnażania materiału rozmnożeniowego wolnego od wirusów (zrazy, oczka i podkładki). Ważna jest lustracja drzew, by jak najszybciej wykryć drzewa porażone wirusami. Drzewa takie należy z sadu jak najszybciej usunąć. Nie zidentyfikowano wśród owadów żadnego wektora przenoszącego wirusa CGRMV, ale choroba wydaje się powoli rozprzestrzeniać w sadzie na sąsiednie drzewa, prawdopodobnie przez zrosty korzeniowe. W przypadku wątpliwości co do rozpoznania choroby należy wykonać badania specjalistycznymi testami w laboratorium, gdyż objawy chorobowe często nie są wystarczające do identyfikacji patogenu.